# Gerhard Konzack
Gerhard Konzack (* 30. Oktober 1908 in Berlin; † 1997) war ein deutscher Schauspieler.

## Leben
Nach dem Abitur am Berliner Leibniz-Gymnasium absolvierte er in seiner Heimatstadt eine Schauspielausbildung. Ebendort erhielt er auch seine ersten Bühnenengagements. Konzack spielte an den Rotter- und an den Saltenburg-Bühnen sowie an der Volksbühne. Weitere Theaterstationen waren u. a. Wuppertal, Hannover, Mainz, Freiburg im Breisgau sowie erneut Berlin, wo Konzack bis in die 80er Jahre hinein u. a. am Theater am Nollendorfplatz und am Hansa-Theater tätig war und in zahlreichen Boulevard-Komödien spielte.
Nach der Besetzung Polens 1939 wurde er Operettenspielleiter der Städtischen Bühnen Litzmannstadt. Dabei gab es auch geschlossene Vorstellungen für Wehrmachtsangehörige, die Polizei und NS-Organisationen, die im Ghetto Litzmannstadt tätig waren.
Den Weg zum Film nahm Konzack hingegen vergleichsweise spät. 1966 stand er unter der Regie von Georg Tressler für das Fernsehdrama Ein Mann, der nichts gewinnt ein erstes Mal vor der Kamera. Zu seinen weiteren Filmen gehören die Simmel-Verfilmung Lieb’ Vaterland, magst ruhig sein, das Drama Mit Gewissenhaftigkeit und Würde von Eberhard Itzenplitz, die Kriminalkomödie Inside Out – Ein genialer Bluff mit Telly Savalas und James Mason und Édouard Molinaros Kinodrama Die Dame vom Palast-Hotel.
Im Fernsehen war er in der u. a. ARD-Verfilmung von Theodor Fontanes Wanderungen durch die Mark Brandenburg, dem Tatort-Film Ordnung ist das halbe Sterben sowie in verschiedenen Fernsehserien wie Siebenstein, Detektivbüro Roth und Die Nervensäge zu sehen.
Darüber hinaus war Konzack in Berlin als Synchronsprecher für Film- und Fernsehproduktionen tätig.

## Filmografie (Auswahl)
- 1966: Ein Mann, der nichts gewinnt
- 1968: Das Kriminalmuseum (Fernsehserie) – Die Postanweisung
- 1969: Mehrmals täglich
- 1974: Schneeglöckchen blühen im September
- 1975: Inside Out – Ein genialer Bluff (Inside Out)
- 1976: Lieb’ Vaterland magst ruhig sein
- 1981: Mit Gewissenhaftigkeit und Würde
- 1984: Geschichten aus der Heimat (Fernsehserie) Folge: Bescheidenheit ist eine Zier
- 1985: Die Dame vom Palast-Hotel (Palace)
- 1985: Tatort: Ordnung ist das halbe Sterben
- 1986: Wanderungen durch die Mark Brandenburg
- 1996: Die blinde Kuh

## Theater
- 1951: Alfred Kantorowicz: Die Verbündeten (Chauffeur) – Regie: Wolfgang Heinz (Deutsches Theater Berlin – Kammerspiele)